# Procédé de Sendzimir
Le procédé de Sendzimir (découvert par Tadeusz Sendzimir en 1933) est utilisé pour galvaniser une bande d'acier en utilisant une faible quantité d'aluminium dans le bain de zinc, ce qui réalise une couche protectrice pratiquement dénuée d'alliage fer-zinc (l'aluminium inhibe la formation des alliages à l'interface). C'est un procédé de galvanisation à chaud et en continu, qui aboutit à une bonne résistance et une grande durabilité du matériau traité. Il fallait environ 75 % d'hydrogène dans le procédé originel, mais toutes les méthodes plus récentes de dégraissage non-oxydant ne demandent qu'entre 7 et 15 % d'hydrogène.
L'enroulement des tôles d'acier chaudes sur un mécanisme de Sendzimir demande beaucoup moins de place qu'un embobinage en continu. Cependant, cette méthode n'est pas recommandée pour des surfaces soumises à de fortes contraintes, comme des poutrelles de grue.